# Gbé-gbé
Le gbé-gbé est une danse traditionnelle ivoirienne dansée par les Bétés des environs de Lakota. Elle est dansée sur un rythme rapide, avec un costume coloré et un grand masque, parfois accompagné de queues de vaches, lors des funérailles ou pour le nouvel an.
Le gbé-gbé est encore joué aujourd'hui lors de réjouissances (mariages, baptêmes, initiations, récoltes, couronnements…) ou lors de funérailles. Le gbé-gbé a été remis au goût du jour, au lendemain de l’indépendance du pays, par Pierre Amédée qui l’intègre dans les orchestrations modernes.

## Sources
- Le gbé-gbé